# باران هزار شعله
باران هزار شعله (به انگلیسی: Rain of a Thousand Flames)  چهارمین آلبوم استودیویی گروه سمفونیک پاور متال ایتالیایی راپسودی (بعدتر راپسودی آو فایر) است که در  ۱۹ دسامبر ۲۰۰۱ توسط شرکت ضبط موسیقی آلمانی لیمب میوزیک منتشر شد. این آلبوم علی‌رغم آنکه بخشی از ساگای پنج‌قسمتی «حماسهٔ شمشیر زمردین» را تشکیل می‌دهد، داستانش به‌موازات داستان اصلی روی داده و اپیزودی جداگانه محسوب نمی‌شود.

## فهرست آهنگ‌ها
این آلبوم دارای ۷ ترک به‌شرح زیر است:
| شماره ترک | عنوان                      | مدت‌زمان |
| --------- | -------------------------- | ------- |
| ۱         | Rain of a Thousand Flames  | ۳:۴۳    |
| ۲         | Deadly Omen                | ۱:۴۸    |
| ۳         | Queen of the Dark Horizons | ۱۳:۴۲   |
| ۴         | Tears of a Dying Angel     | ۶:۲۲    |
| ۵         | Elnor's Magic Valley       | ۱:۴۰    |
| ۶         | The Poem's Evil Page       | ۴:۰۴    |
| ۷         | The Wizard's Last Rhymes   | ۱۰:۳۷   |

ترک‌های ۲ و ۵  بی‌کلام (اینسترومنتال) هستند و ترک‌های ۴ تا ۷ در مجموع، تشکیل ساگایی باعنوان  Rhymes of A Tragic Poem - The Gothic Saga را می‌دهند. ترانهٔ Queen of the Dark Horizons شامل تم اصلی موسیقی متن فیلم ترسناک «پدیده» است که توسط گروه ایتالیایی گوبلین ساخته شده‌بود. همچنین آخرین ترک آلبوم با عنوان The Wizard's Last Rhymes بر اساس سمفونی دنیای جدیدِ آنتونین دورژاک ساخته‌شده و شامل بخش‌هایی از آن است.

## اعضا
اصلی
- فابیو لیونه – خواننده و همخوان
- لوکا توریلی - گیتار
- آلکس استاروپولی - کیبورد، هارپسیکورد و پیانو
- الساندرو لوتا - گیتار بیس
- آلکس هولتزوارت - درام

مهمان
- جی لنسفورد – راوی مرد
- نادیا بلیر – راوی زن
- مانوئل استاروپولی – فلوت ریکوردر باروک
- دانا لوری – ویلن
- تاندرفورس – درام
- اولاف هایر، الیور هارتمان، رابرت هونکه ریزو، توبیاس سامت – کُر حماسی
- بریجیت فوگله، پِروین مور – کُر کلیسایی

دیگر عوامل
- اریک فیلیپ – طراح لوگوی راپسودی
- مارک کلینرت – نگارگری آلبوم
- کارستن کخ - عکاس